# Гибискус гавайский
Гибискус гавайский (англ. Hibiscus clayi, гавайское название Kokiʻo ʻula) — многолетнее покрытосеменное растение семейства мальвовых.

## Этимология
Название рода происходит от греческого слова «ἱβίσκος» (гибискус), которым Педаний Диоскорид назвал алтей лекарственный. Видовое название clayi носит в честь Хораса Ф. клея, садовода с Гавайев.

## Описание
Гибискус гавайский кустарник высотой 40-90 сантиметров или дерево, достигающее высоты 4-8 метров. Листья средне-зеленые, глянцевые, с гладкими краями или слегка зубчатые на кончике. Одиночные цветки растут на концах веток, яркого или темно-красного цвета и цветут круглый год. Обычно похожи на гибискус кокосовый. Растение занесено в Красную книгу США как находящееся под угрозой исчезновения.

## Распространение
Это растение является эндемиком Гавайев. Его можно найти в природе только в сухом лесу гор Нуну в восточной части Кауаи, на высоте 50-600 метров над уровнем моря. Охранный статус занесен в Красную книгу МСОП 1998 года как вид находящиеся на грани полного исчезновения.